# Kolekcjoner (film 1997)
Kolekcjoner – amerykański thriller na podstawie powieści Jamesa Pattersona.

## Fabuła
Detektyw z Waszyngtonu i psycholog sądowy Alex Cross (Morgan Freeman) udaje się do Durham, kiedy jego siostrzenica Naomi (Gina Ravera), studentka, zostaje uznana za zaginioną. Dowiaduje się od miejscowej policji, w tym Nicka Ruskina (Cary Elwes), że Naomi jest jedną z serii kobiet, które zniknęły. Wkrótce po jego przybyciu jedna z kobiet zaginionych zostaje znaleziona martwa, związana przy drzewie w odludnym lesie, a wkrótce po tym psycholog Kate McTiernan (Ashley Judd) zostaje porwana z domu.
Kiedy budzi się ze stanu pod wpływem narkotyków, Kate odkrywa, że jest przetrzymywana przez zamaskowanego człowieka nazywającego siebie Casanovą, a ona jest jedną z kilku kobiet uwięzionych w jego legowisku. Udaje jej się uciec i jest ciężko ranna, kiedy skacze ze skały do rzeki, aby uciec przed Casanovą. Po tym, jak odzyskuje siły, pomaga Crossowi w śledzeniu sadomasochistycznego porywacza. Cross stwierdza, że poszukiwany jest kolekcjonerem, a nie zabójcą, chyba że jego ofiary nie będą przestrzegać jego reguł.

## Obsada
- Morgan Freeman - Alex Cross
- Ashley Judd - dr Kate McTiernan
- Cary Elwes - detektyw Nick Ruskin
- Alex McArthur - detektyw Davey Sikes
- Bill Nunn - detektyw John Sampson
- Jeremy Piven - detektyw Henry Castillo
- Tony Goldwyn - dr William Rudolph
- William Converse-Roberts - dr Wick Sachs
- Roma Maffia - dr Ruocco
- Richard T. Jones - Seth Samuel
- Gina Ravera - Naomi Cross
- Tatyana Ali - Janelle Cross
- Anna Maria Horsford - pani Vicki Cross
- Helen Martin - Nana Cross